# Oechsle
Oechsle (även stavat Öchsle) är inom vin- och öltillverkning en enhet för mustvikt, det vill säga mustens specifika vikt (densitet). Enheten är vanlig i Tyskland, Schweiz och Luxemburg och i viss mån i Österrike, där dock enheten KMW är vanligare.  1o Oechsle anger hur många gram mer än 1000, som en liter av musten väger. Till exempel anger 63o att musten väger 1063 gram per liter.
Enheten var tidigare den mest använda för specifik vikt inom hembryggning, men numera använder sig de flesta av en ren densitetsangivelse. 
Vid jäsning av vin anger Oechsle alltså hur mycket socker som finns i musten. Ju mognare druvor, desto högre Oechsle.
Genom att mäta Oechsle före och efter jäsning, kan man räkna ut den ungefärliga alkoholhalten på den färdiga drycken. Exempelvis, om jäsningen startar på + 63 grader, och avslutas på -2, så betyder detta att 65 grader har jäst ut. Alkoholhalten är då 65 / 7 = 9%. 
Siffran 7 varierar enligt olika källor. Beroende på hur mycket alkohol den använda jäststammen producerar från samma mängd socker och hur mycket alkohol som lämnar jäsningen tillsammans med kolsyra via jäsröret så kan siffran att dela med variera från 7 till 8.